# نهر أرايس
نهر أرايس (بالإنجليزية: Arys River)‏ هو أحد أنهار جمهورية كازاخستان، وهو من روافد نهر سيحون.